# Codex Laurentianus
Als Codex Laurentianus werden jeweils die einzelnen rund 3000 Handschriften der Biblioteca Medicea Laurenziana in Florenz bezeichnet, die bei der Eröffnung der Bibliothek im Jahre 1571 zum historischen Grundbestand gehörten.

## Provenienzen
Die meisten Bände stammen aus der Bibliothek, die verschiedene Mitglieder der Familie Medici zusammengetragen hatten. Unter Leo X. kamen die Bücher in den Palazzo Madama in Rom, unter Clemens VII., der auch den Auftrag zum Bibliotheksbau erteilte, kehrte die Sammlung nach Florenz zurück. Zum Grundbestand gehören auch die Bibliotheken der Humanisten Francesco Sassetti (1421–1490) und Francesco Filelfo, außerdem die Codices, die Papst Leo X. geschenkt oder von ihm in Rom zur Ergänzung der Familienbibliothek erworben worden waren. Vor der Eröffnung der Bibliothek wurden von Cosimo I. auch Handschriften aus dem Dominikanerkonvent von San Marco zugunsten der Laurenziana konfisziert.

## Bewahrungen
Die Handschriften wurden in den Plutei, den Lesepulten, öffentlich zugänglich aufgestellt, aber zuvor einheitlich gebunden. In diesen Einbänden mit dem Medici-Wappen befinden sich die Manuskripte heute noch. Auf jedem Band wurde die Signatur vermerkt, die sich aus dem Pluteus, z. B. P.69., und der laufenden Nummer, z. B. 18., zusammensetzt. Das ergibt die Signatur Plut.69.18, eine Handschrift des 15. Jahrhunderts mit Schriften Xenophons.
Andere umfangreichere Bestandsgruppen sind die Medicei Palatini, die Conventi soppressi aus der Aufhebung der Orden durch Napoleon 1808, der auch die Bibliothek des Konvents von San Marco zum Opfer fiel, die jedoch einen eigenen Bestand San Marco bilden. Hier finden sich die Bibliotheken der Humanisten Niccolò Niccoli,  Poggio Bracciolini, Lorenzo und Vespasiano da Bisticci sowie Giorgio Antonio Vespucci (1434–1514). 1884 wurden rund 2000 Handschriften der Sammlung Ashburnham für die Laurenziana erworben.

## Zu den Plutei gehören
- Codex Laurentianus 32.16: Dionysiaka, ein Werk von Nonnos von Panopolis
- Codex Laurentianus 35.30: De rerum natura, ein poetisches Werk von Lucretius in einer Abschrift von Niccolò Niccoli
- Codex Laurentianus 55: Asklepiodotou philosophou taktika kephalaia von Asklepiodotos (Militärschriftsteller)
- Codex Laurentianus 55.4: Ein Werk über militärische Taktik von Aelianus Tacticus[2]
- Codex Laurentianus plut. 60.3: Kritik an der Komödie von Aelius Aristides
- Codex Laurentianus plut. 60.6: Panathenaikos, Rede zum Lobpreis Athens von Aelius Aristides
- Codex Laurentianus 68.1: Enthält ein Werk von Horaz und die Ignatiusbriefe. Die Abschrift der Urhandschrift der Annales des Cornelius Tacitus (Bücher 1–6)
- Codex Laurentianus 68.2: Tacitus Annales Bücher 11–16; die Historiae des Tacitus.
- Codex Laurentianus 69.22: Eine Abschrift von Contra Apionem, „Gegen Apion“, auf Deutsch Über die Ursprünglichkeit des Judentums von Flavius Josephus
- Codex Laurentianus 70.37: Kallisthenes von Olynth beschreibt in einem Alexanderroman die Taten Alexanders
- Codex Laurentianus 71.33: Eine Abschrift des Corpus Hermeticum
- Codex Laurentianus 73.20: Abschriften von Apicius, Tacitus Germania (f. 45 – 61) und Francesco Aretinos lateinische Übersetzung der Briefe des Pseudo-Diogenes mit einer im Vorwort poetisch verfassten Huldigung von Papst Pius II.
- Codex Laurentianus plut. 74.10: Enthält die Werke „Über das Fieber“ und „Therapeutika“, zurückgehend auf den Arzt Alexander von Tralleis
- Codex Laurentianus 87.3: Enthält eine Abhandlung Plotins

## Andere Bestandsgruppen
- Codex Laurentianus: Minuskel 183, eine Handschrift des Neuen Testaments
- Codex Laurentianus Sancti Marci 304: Eine Handschrift des Etymologicum Genuinum

Die Plutei sind in einer Onlinedatenbank erfasst, weitere Onlineverzeichnisse stehen für San Marco und für die Papyri zur Verfügung.